# Vinculopsis epipaschia
Vinculopsis epipaschia là một loài bướm đêm trong họ Crambidae.